# NGC 3213
NGC 3213 је спирална галаксија у сазвежђу Лав која се налази на NGC листи објеката дубоког неба.
Деклинација објекта је + 19° 39' 6" а ректасцензија 10h 21m 17,4s. Привидна величина (магнитуда) објекта NGC 3213 износи 13,5 а фотографска магнитуда 14,3. NGC 3213 је још познат и под ознакама UGC 5590, MCG 3-27-4, CGCG 94-8, PGC 30283.